# Отаке Намі
Отаке Намі (яп. 大竹 七未; нар. 30 липня 1974) — японська футболістка. Вона грала за збірну Японії.

## Клубна кар'єра
У 1989 році дебютувала в «Ніппон ТВ Белеза». Наприкінці сезону 2001 року вона завершила ігрову кар'єру.

## Виступи за збірну
Дебютувала у збірній Японії 20 серпня 1994 року в поєдинку проти Словаччини. У складі японської збірної учасниця жіночого чемпіонату світу 1995 та 1999 років та Літніх олімпійських ігор 1996 року. З 1994 по 1999 рік зіграла 46 матчів та відзначилася 29-а голами в національній збірній.

## Статистика виступів
| Збірна Японії | Збірна Японії | Збірна Японії |
| Рік           | Матчі         | Голи          |
| ------------- | ------------- | ------------- |
| 1994          | 6             | 3             |
| 1995          | 8             | 4             |
| 1996          | 7             | 0             |
| 1997          | 6             | 6             |
| 1998          | 9             | 5             |
| 1999          | 10            | 11            |
| Загалом       | 46            | 29            |